# Roselin de Cassin
Haemorhous cassinii
Espèce
Statut de conservation UICN

 LC  : Préoccupation mineure
Répartition géographique
- présence toute l'année
- aire de nidification
- aire d'hivernage

Le Roselin de Cassin (Haemorhous cassinii, anciennement Carpodacus cassinii) est une espèce de passereaux de la famille des Fringillidae.

## Répartition

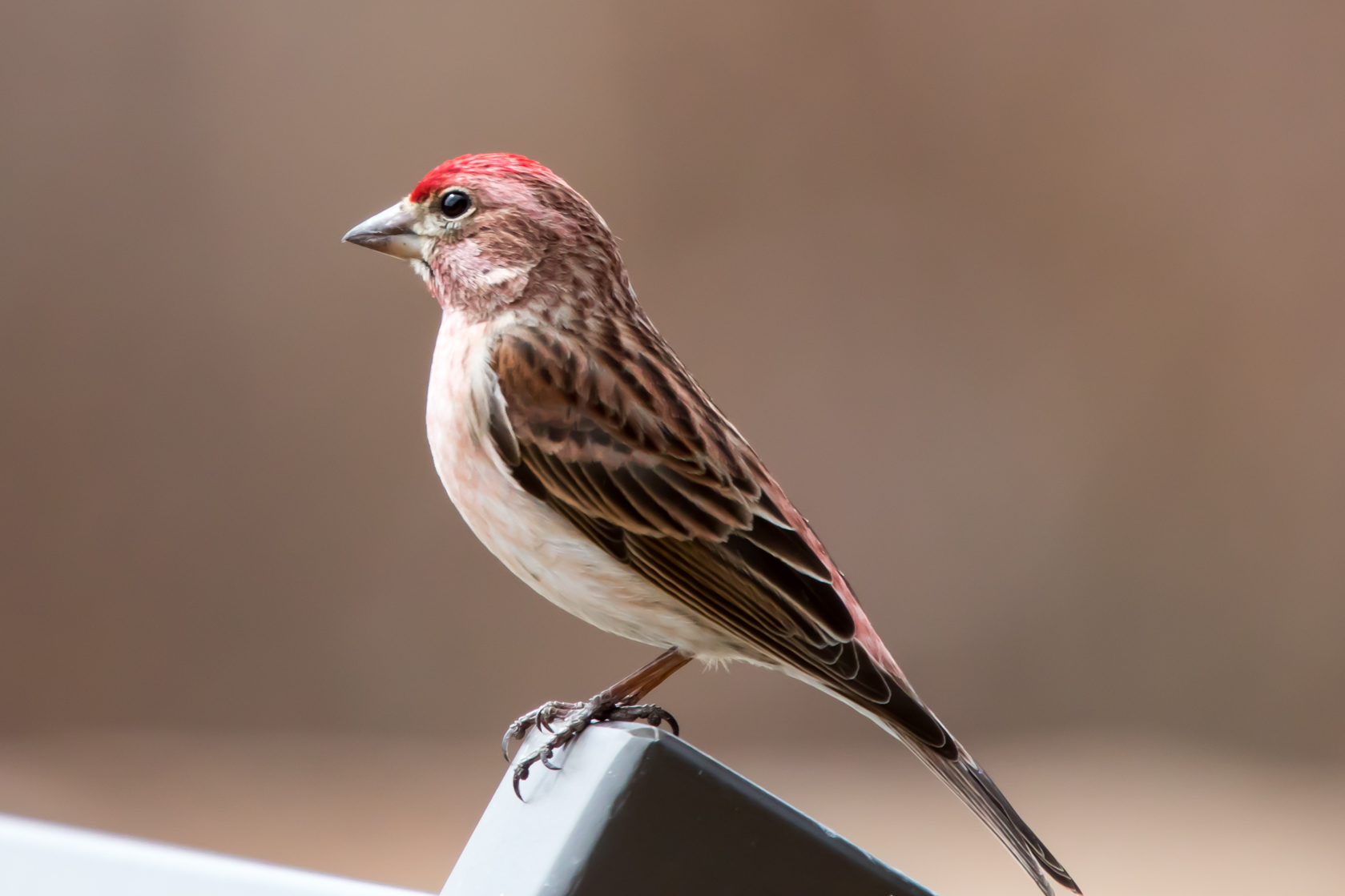

Il se reproduit régulièrement dans une aire correspondant globalement aux Montagnes Rocheuses (Idaho, Wyoming, Nevada, Utah, Colorado, Arizona, Nouveau-Mexique) puis il hiverne dans l’est, l’ouest et le sud de cette vaste région, atteignant le nord du Mexique (Chihuahua). Il est visiteur d’été ou nicheur occasionnel dans le nord-ouest des États-Unis (Washington) et dans l’extrême sud-ouest du Canada (sud de la Colombie Britannique).

## Habitat
Le Roselin de Cassin est inféodé, en terrain semi-aride, à la forêt de conifères d’altitude (1 680 à 2 200 m) composée de pins, de sapins et de cèdres qu’il partage partiellement avec le Roselin pourpré.

## Alimentation
Il est végétarien la plus grande partie de l’année, se nourrissant essentiellement de bourgeons, de baies et de graines, notamment de conifères avec un complément de nourriture animale en période de reproduction. Les bourgeons de conifères ont sa préférence surtout pendant la longue période d’hiver mais il picore aussi les chatons mâles des trembles (Populus sp.) et du peuplier baumier (Populus balsamifera).

## Nidification
Les nids sont presque toujours placés dans de grands conifères et habituellement près de l’extrémité des branches à une hauteur considérable (au-delà de 12 m) vers 2800 m d’altitude. Ils sont faits de rameaux, de tiges d’herbes, de racines et de radicelles, camouflés par du lichen avec un revêtement intérieur de radicelles et de poils et, occasionnellement, de petits lambeaux d’écorce. La ponte compte quatre ou cinq œufs bleu-vert tachetés et ponctués de vert olive foncé et de brun.

## Comportement social
Des travaux sur leur comportement social près de la Beaver Mountain dans le Cache National Forest dans l’Utah ont montré qu’ils nichent en colonies lâches. Les mâles appariés défendent leur femelle mais pas leur territoire mais si une femelle disparaît (naturellement ou expérimentalement), son mâle quitte le site et recherche une autre femelle ailleurs. Les jeunes mâles d’un an, non reproducteurs, forment des groupes erratiques de 7 à 50 sujets, quand ils ne chantent pas, mais restent sur le site de nidification sans perturber les couples nicheurs. Après la saison de reproduction, les adultes et leurs jeunes forment des groupes familiaux lâches composés de 7 à 12 sujets et se dispersent sur les sites de nourrissage. Les données de baguage ont montré que les adultes et leurs jeunes quittent plus précocement le site de nidification que les groupes de jeunes d’un an.